# ARFU Women's Championship 2007
L’ARFU Women’s Championship 2007 fu il 2º campionato asiatico di rugby a 15 femminile.
Organizzato dall’ARFU, nome con cui era nota all’epoca Asia Rugby, esso vide la partecipazione di quattro squadre nazionali che si affrontarono con la formula della Final Four a Kunming dal 2 al 4 novembre 2007.
Rispetto all’edizione inaugurale precedente, esordirono nella manifestazione Giappone e Kazakistan che affiancarono Singapore e le campionesse uscenti, nonché padrone di casa, della Cina.
A vincere il torneo fu, per la prima volta, il Kazakistan che in finale sconfisse 34-5 le detentrici cinesi del titolo.
Nella gara per il terzo posto fu il Giappone a prevalere 20-7 su Singapore.

## Formula
Il torneo si svolse con il metodo dell'eliminazione diretta.
Nella prima giornata di torneo si tennero le semifinali, mentre nella seconda la finale per il terzo posto tra le sconfitte della semifinale e quella per il titolo tra le vincenti.
Come nell'edizione precedente, tutte le gare si svolsero al Haigeng Training Centre di Kunming, città del sud della Cina.

## Incontri
|  | Semifinali | Semifinali | Semifinali |            |      | Finale          | Finale          | Finale          |  |
|  |            |            |            |            |      |                 |                 |                 |  |
|  | Cina       | Cina       | 39         |            |      |                 |                 |                 |  |
|  | Cina       | Cina       | 39         |            |      |                 |                 |                 |  |
|  | Singapore  | Singapore  | 6          |            |      |                 |                 |                 |  |
|  | Singapore  | Singapore  | 6          |            | Cina | Cina            | 5               |                 |  |
|  |            |            |            |            | Cina | Cina            | 5               |                 |  |
|  |            |            | Kazakistan | Kazakistan | 34   |                 |                 |                 |  |
|  | Giappone   | Giappone   | Kazakistan | Kazakistan | 34   | 6               |                 |                 |  |
|  | Giappone   | Giappone   |            |            |      | 6               |                 |                 |  |
|  | Kazakistan | Kazakistan | 10         |            |      | Finale 3º posto | Finale 3º posto | Finale 3º posto |  |
|  | Kazakistan | Kazakistan | 10         |            |      |                 |                 |                 |  |
|  |            |            |            |            |      |                 |                 |                 |  |
|  |            |            |            |            |      | Singapore       | Singapore       | 7               |  |
|  |            |            |            |            |      | Singapore       | Singapore       | 7               |  |
|  |            |            |            |            |      | Giappone        | Giappone        | 20              |  |

### Semifinali
| Kunming 2 novembre 2007 Semifinale 1 | Cina | 39 – 6 referto | Singapore | Haigeng Training Centre |

| Kunming 2 novembre 2007 Semifinale 2 | Giappone | 6 – 10 referto | Kazakistan | Haigeng Training Centre |

### Finale per il 3º posto
| Kunming 4 novembre 2007 | Singapore | 7 – 20 referto | Giappone | Haigeng Training Centre |

### Finale
| Kunming 4 novembre 2007                                                     | Cina | 5 – 34 referto | Kazakistan | Haigeng Training Centre |
| Rudoj (2) Chamova Balašova Radizivil’ Amosova mt Tingting Radizivil’ (2) tr |      |                |            |                         |
|                                                                             |      |                |            |                         |
| Rudoj (2) Chamova Balašova Radizivil’ Amosova                               | mt   | Tingting       |            |                         |
| Radizivil’ (2)                                                              | tr   |                |            |                         |